# (6708) Bobbievaile
(6708) Bobbievaile ist ein Doppel-Asteroid des Hauptgürtels, der am 4. Januar 1989 vom britisch-australischen Astronomen Robert McNaught (* 1956) am Siding-Spring-Observatorium (Sternwarten-Code 413) in der Nähe von Coonabarabran in Australien entdeckt wurde.
Der Asteroid wurde am 22. April 1997 nach der australischen Astrophysikerin und Dozentin Bobbie Vaile (1959–1996) benannt, die mit dem SETI-Projekt Phönix befasst war und die Gründung des australischen SETI-Zentrums beeinflusste.